# Kostel svatého Petra a Pavla (Prudník)
Kostel svatého Petra a Pavla (polsky: Kościół Świętych Apostołów Piotra i Pawła) je filiální kostel ve městě Prudník, na ulici Piastowskiej 10, Opolské vojvodství a náleží do děkanátu Prudník, diecéze opolská, farnosti svatého Michaela archanděla v Prudníku. Kostel je v seznamu kulturních památek Polska pod číslem 481/58 z 15.10.1958. O kostel se starají milosrdní bratří.

## Historie
Klášter milosrdných bratří v Prudníku byl prvním v Horním Slezsku. Podplukovník Friedrich Wilhelm von Röder byl těžce raněn v bitvě u Freiburgu a hledal pomoc v Landecku. Tehdy se k němu donesla sláva o bratru Probusu Martinim patřícím do vratislavského společenství milosrdných bratří.
Měl vyléčit těžce nemocného syna zámožného prudníckého měšťana Weidingera. Mnich navrátil zdraví také podplukovníkovi, který veden svou vděčností se začal snažit zřídit ve městě špitál milosrdných bratří, kde by mohlo s péčí počítat okolní obyvatelstvo.
Příslušné povolení pruského krále Fridricha II. Velikého vydané v roce 1764 otevřelo milosrdným bratřím brány města a umožnilo jim vykonávat dobročinnou péči.
V letech 1782–1783 byl postaven klášter s nemocnicí a v letech 1785–1787 postaven kostel.

## Architektura
Kostel je zděný, s fasádou a jednolodní. Pod presbytářem se nacházejí katakomby s hroby několika mnichů. Interiér kostela zdobí charakteristický hlavní oltář. Po pravé straně stojí za pozornost kazatelna a nad vchodem také kruchta s varhanami.

## Galerie

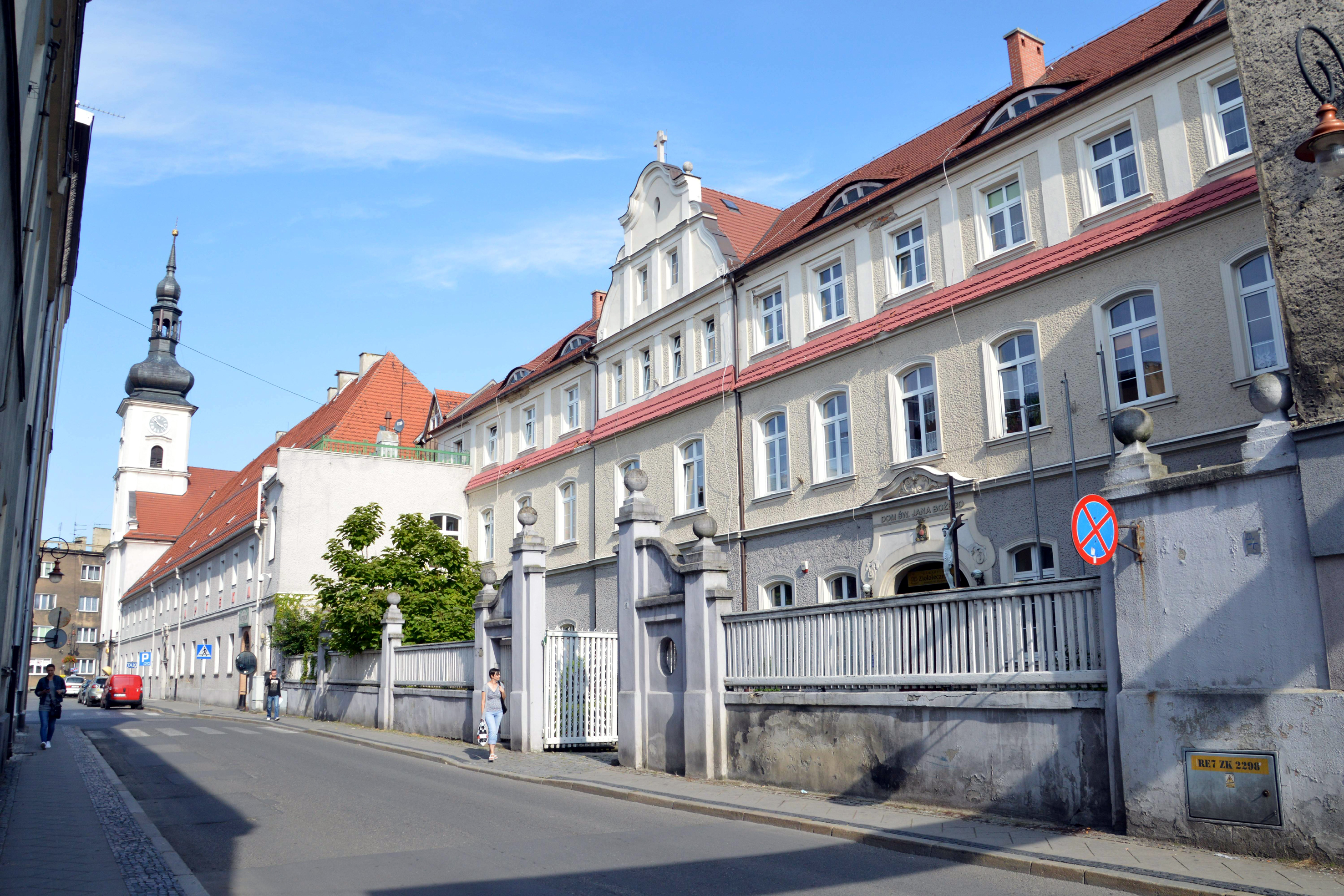
Kostel a klášter milosrdných bratří
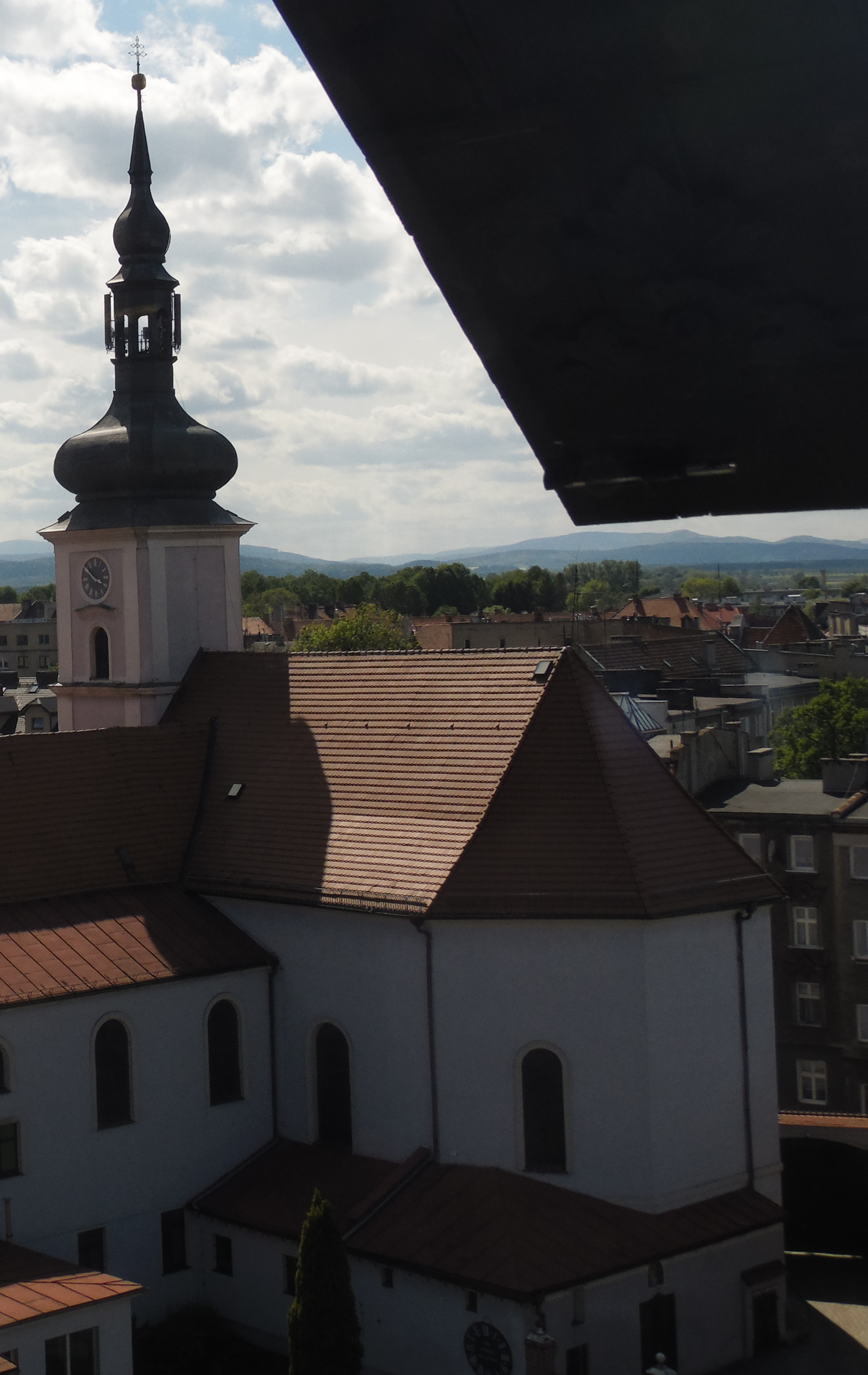
Presbytář
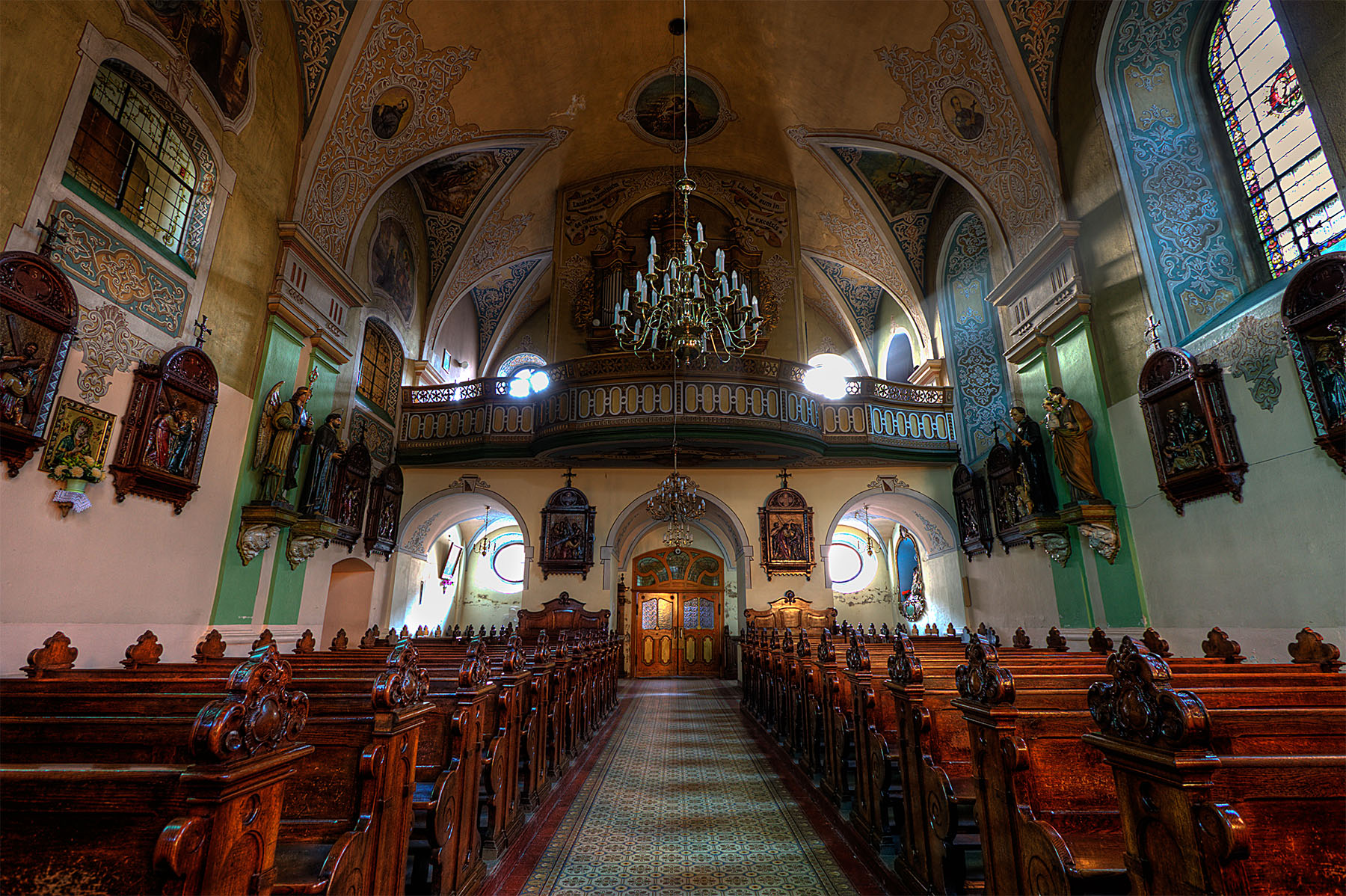
Interiér
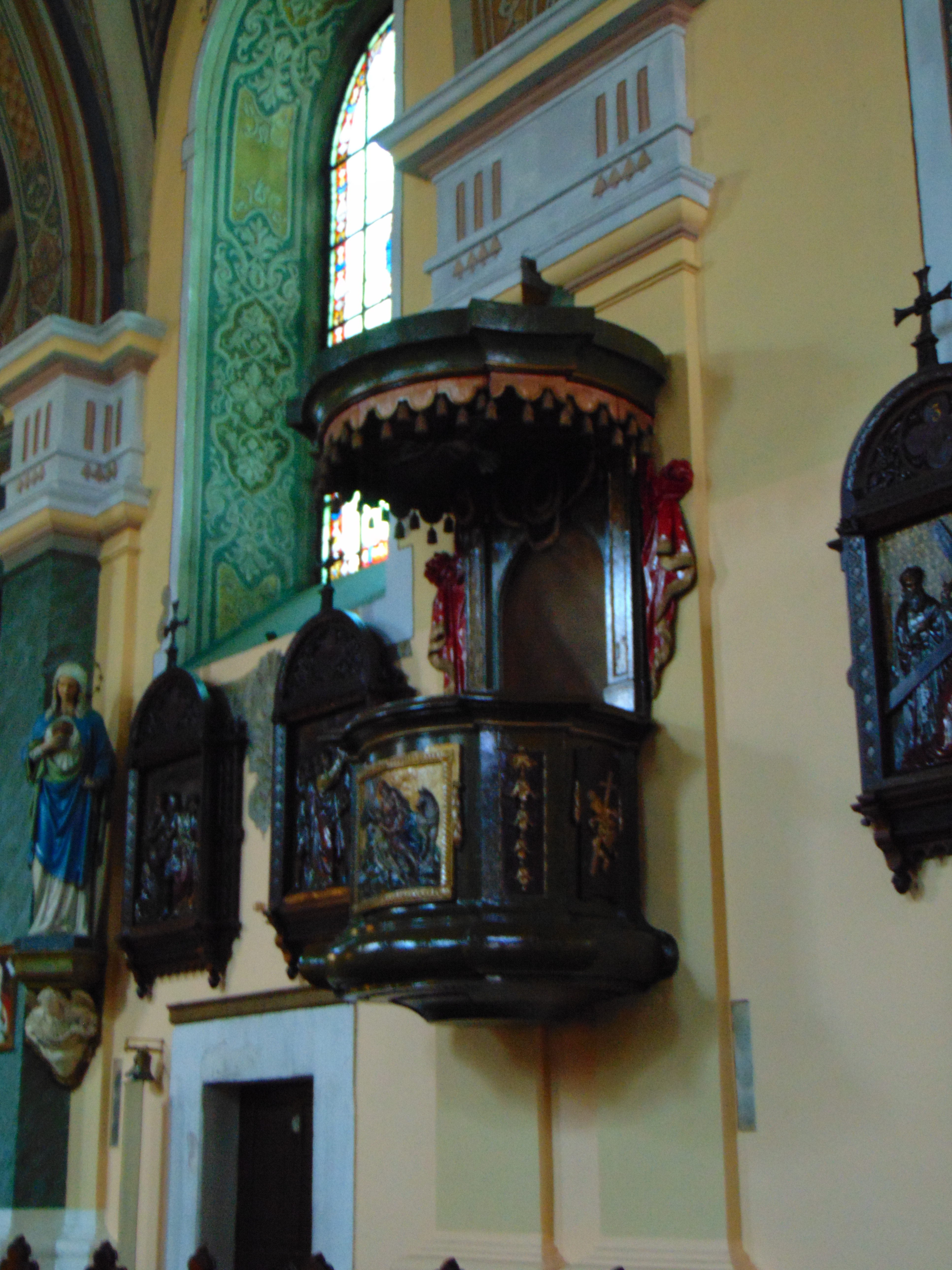
Kazatelna
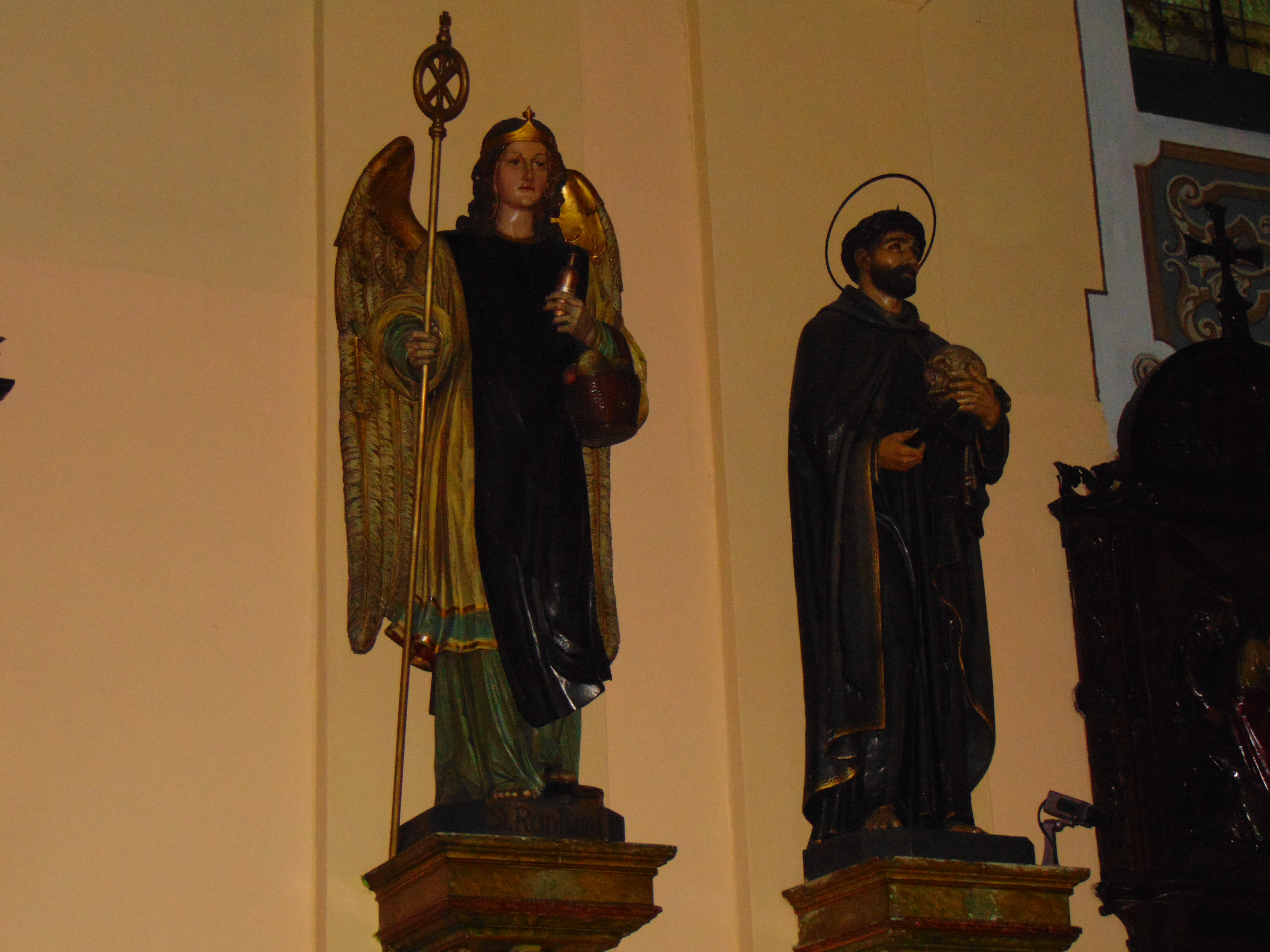
Sochy
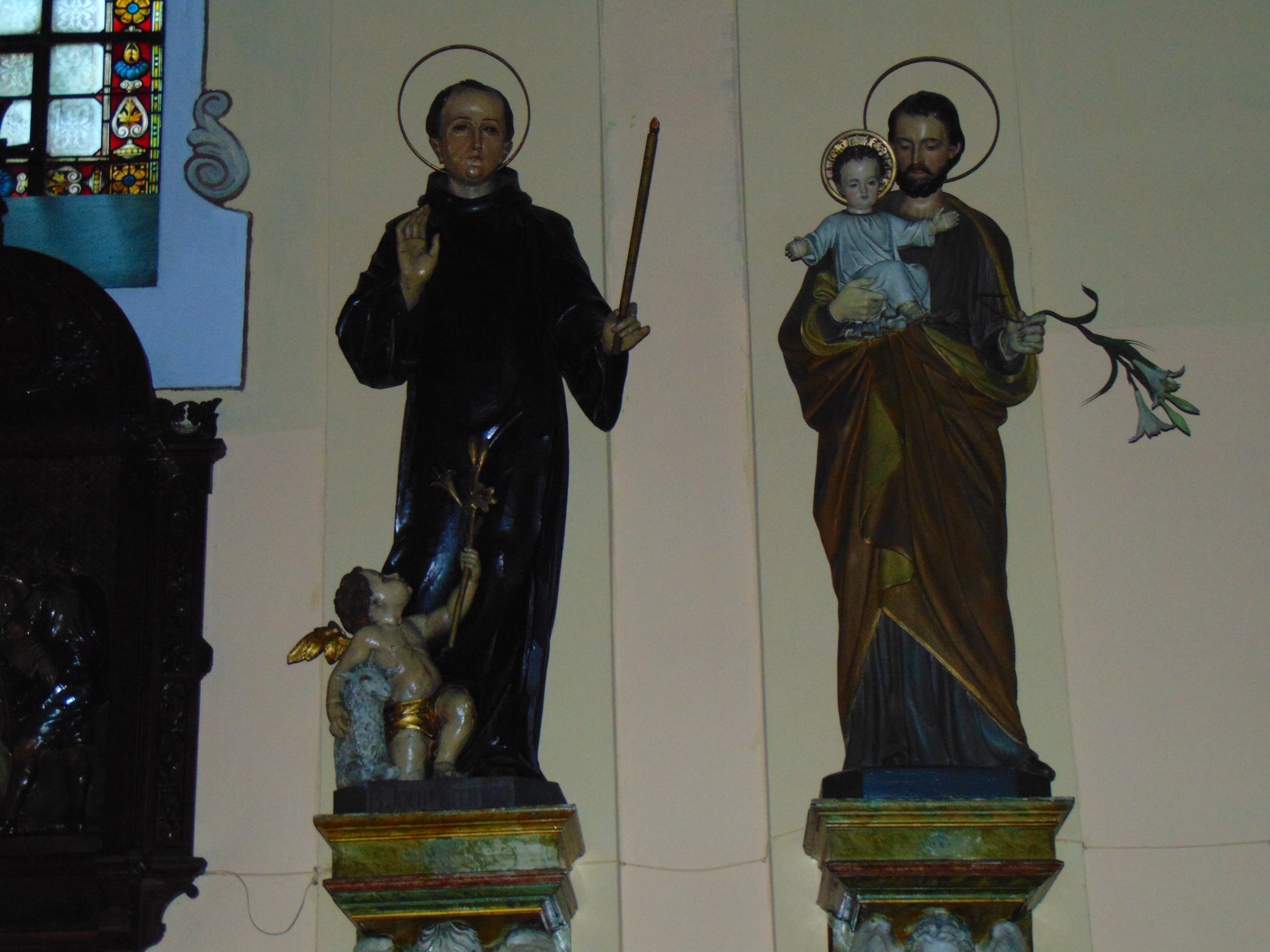
Sochy
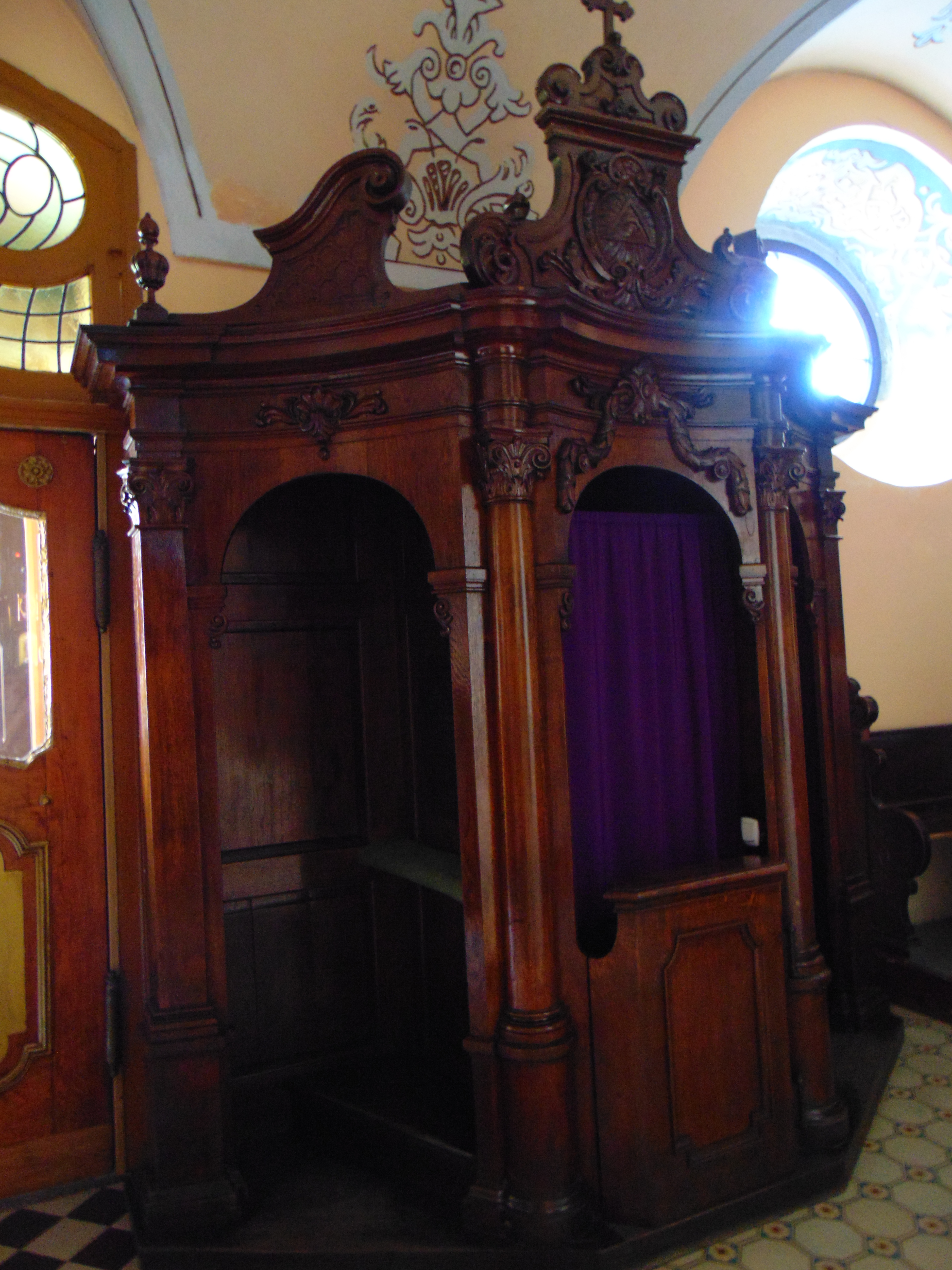
Zpovědnice
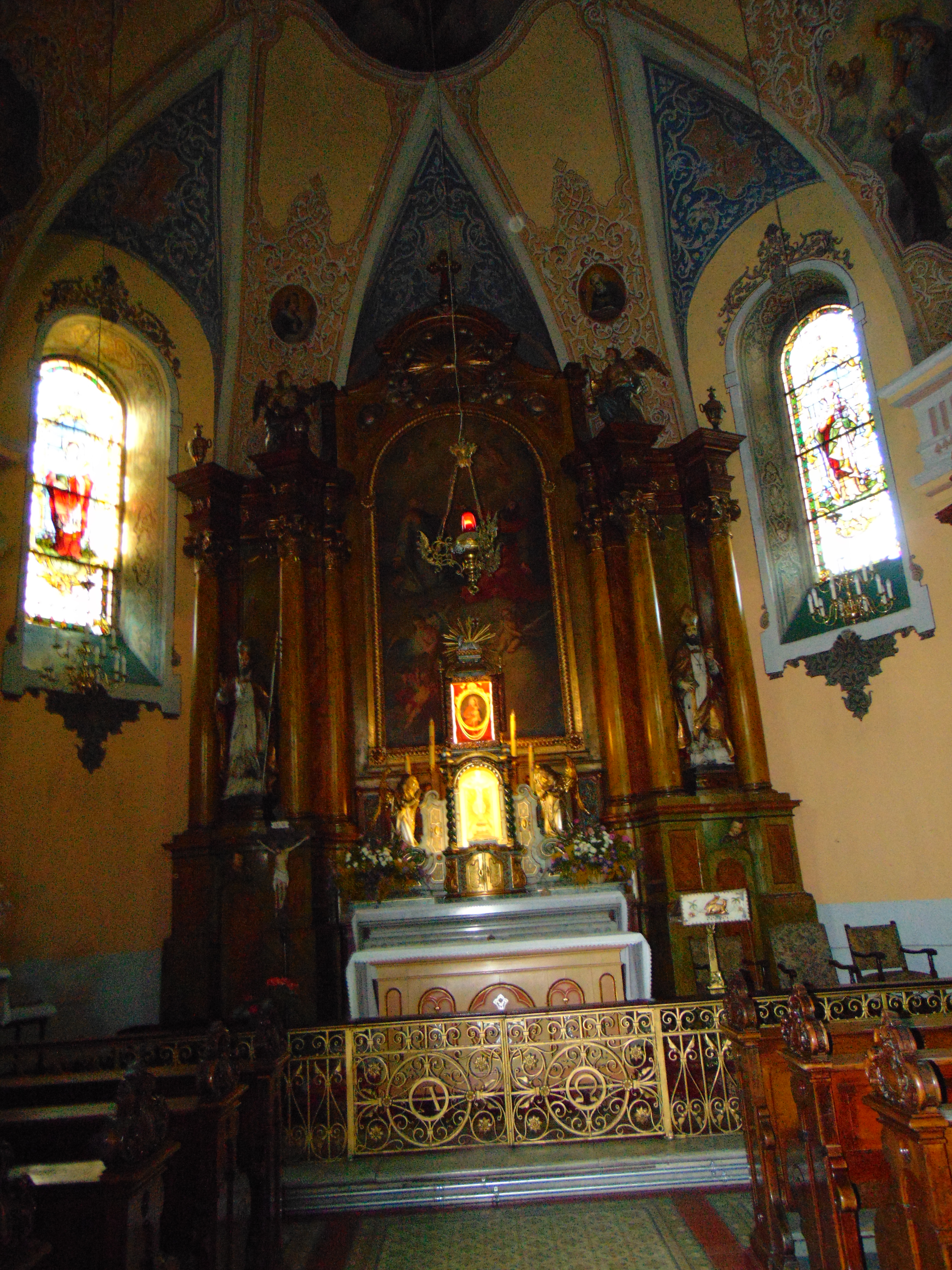
Hlavní oltář
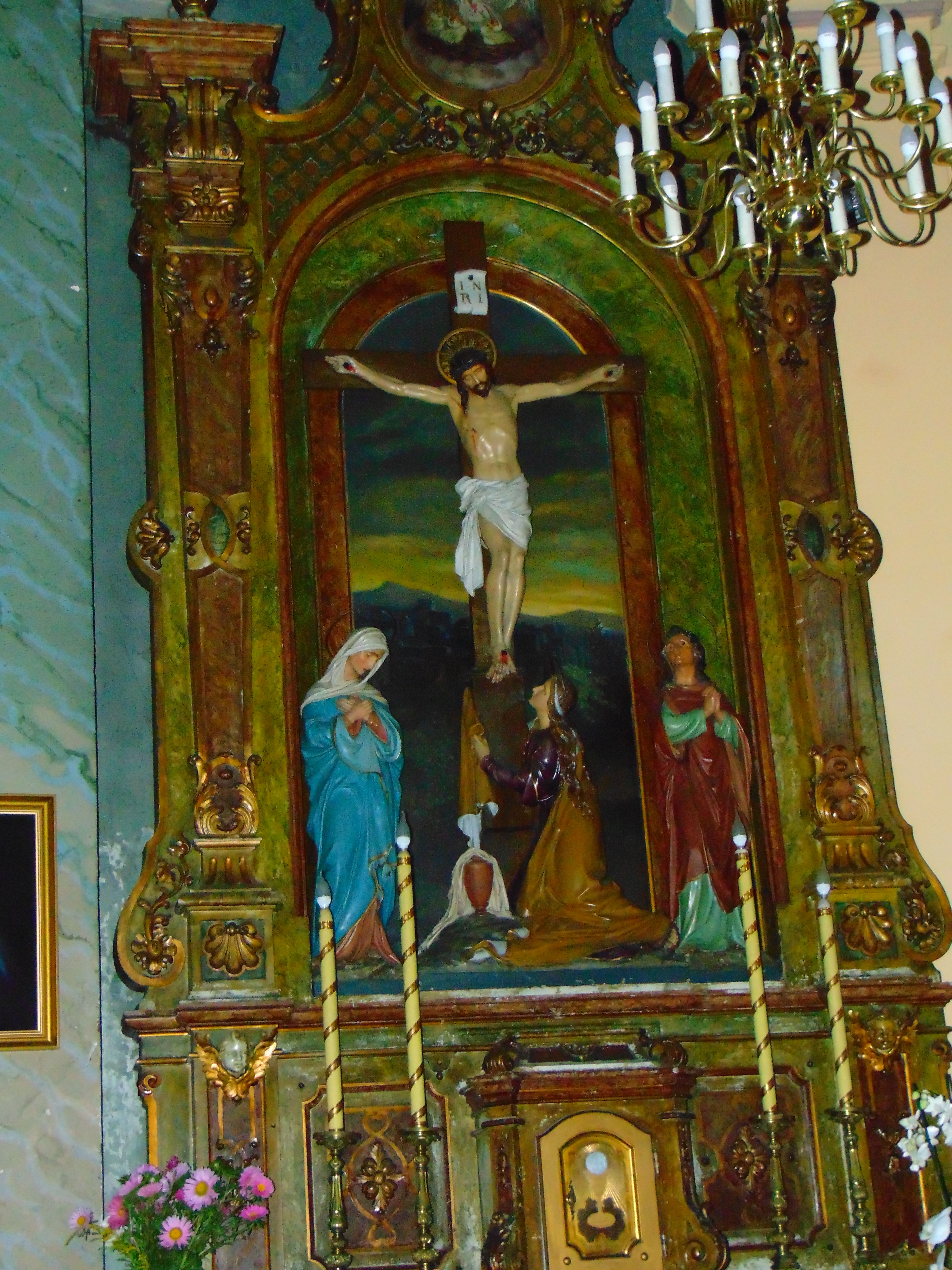
Levý oltář
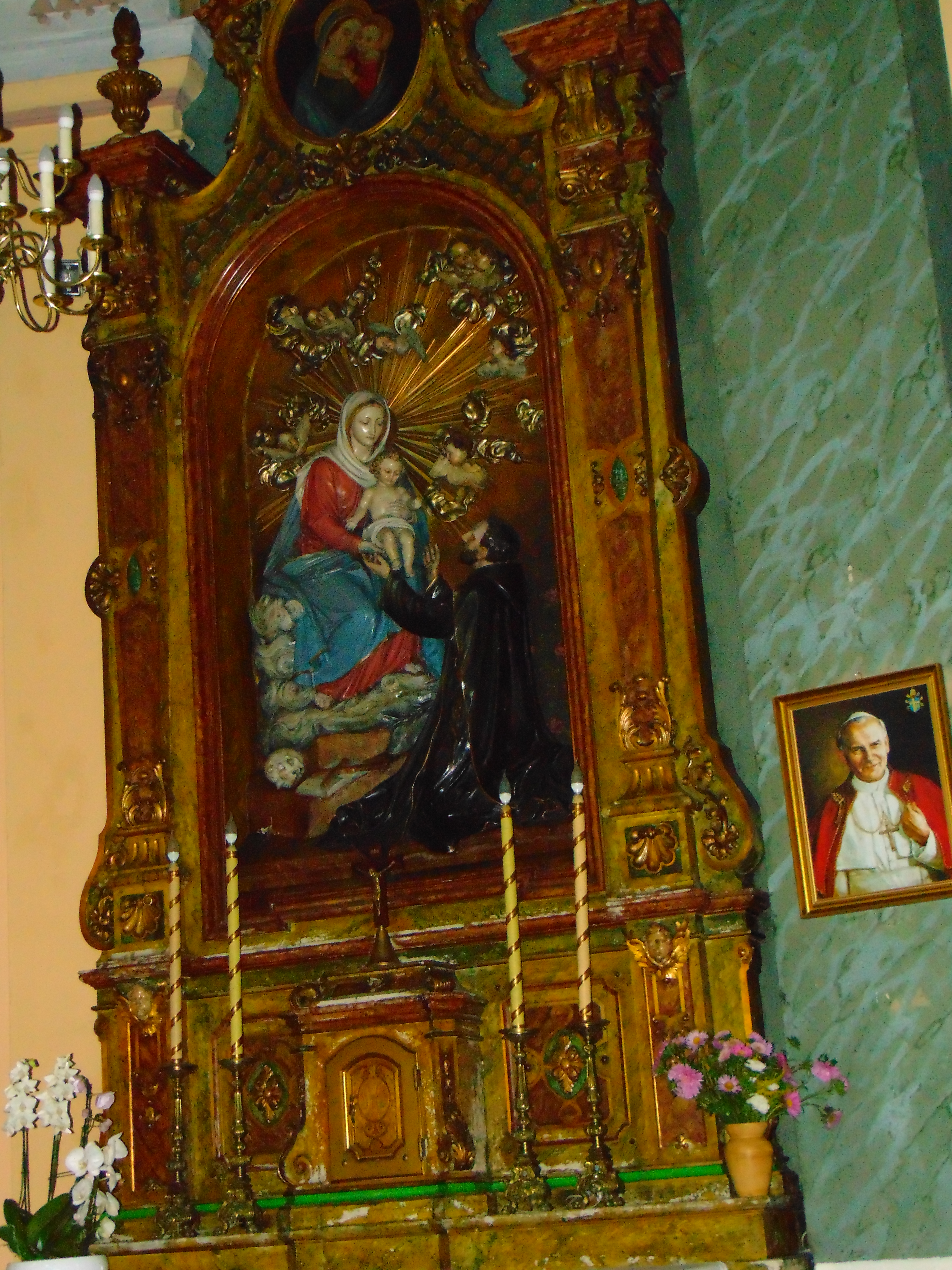
Pravý oltář